# Dirka po Španiji 2010
Dirka po Španiji 2010 (špansko Vuelta a España 2010) je 65. izvedba dirke po Španiji, tritedenske moške cestne kolesarske etapne dirke. Začela se je 28. avgusta v Sevilji in končala 19. septembra v Madridu. Sodelovalo je 198 kolesarjev iz 22-ih ekip. Rdečo majico je prvič osvojil Vincenzo Nibali (Liquigas-Doimo), drugo mesto Ezequiel Mosquera (Xacobeo–Galicia), tretje pa Peter Velits (Team HTC–Columbia). Zeleno majico je osvojil Mark Cavendish (Team HTC–Columbia), pikčasto majico je osvojil David Moncoutié (Cofidis), belo majico pa Vincenzo Nibali.

## Ekipe
UCI ProTeams
- Ag2r-La Mondiale
- Astana
- Caisse d'Epargne
- Euskaltel-Euskadi
- FDJ
- Footon–Servetto–Fuji
- Garmin–Transitions
- Lampre-Farnese
- Liquigas-Doimo
- Omega Pharma–Lotto
- Quick-Step
- Rabobank
- Team HTC–Columbia
- Team Sky
- Team Milram
- Team Saxo Bank
- Team Katusha

UCI Professional Continental teams
- Andalucía–Cajasur
- Bbox Bouygues Telecom
- Cervélo TestTeam
- Cofidis
- Xacobeo–Galicia

## Etape
| Etapa | Datum         | Štart/Cilj                                          | Razdalja    | Tip                   | Tip                    | Zmagovalec                |             |
| ----- | ------------- | --------------------------------------------------- | ----------- | --------------------- | ---------------------- | ------------------------- | ----------- |
| 1     | 28. avgust    | Sevilja                                             | 13 km       | Team time trial       | ekipni kronometer      | Team HTC–Columbia         |             |
| 2     | 29. avgust    | Alcalá de Guadaíra – Marbella                       | 173 km      |                       | ravninska etapa        | Jauheni Hutarovič (BLR)   |             |
| 3     | 30. avgust    | Marbella – Málaga                                   | 156 km      |                       | gorska etapa           | Philippe Gilbert (BEL)    |             |
| 4     | 31. avgust    | Málaga – Valdepeñas de Jaén                         | 177 km      |                       | hribovito-gorska etapa | Igor Antón (ESP)          |             |
| 5     | 1. september  | Guadix – Lorca                                      | 194 km      |                       | ravninska etapa        | Tyler Farrar (USA)        |             |
| 6     | 2. september  | Caravaca de la Cruz – Murcia                        | 144 km      |                       | ravninska etapa        | Thor Hushovd (NOR)        |             |
| 7     | 3. september  | Murcia – Orihuela                                   | 170 km      |                       | ravninska etapa        | Alessandro Petacchi (ITA) |             |
| 8     | 4. september  | Villena – Xorret de Catí                            | 188,8 km    |                       | gorska etapa           | David Moncoutié (FRA)     |             |
| 9     | 5. september  | Calp – Alcoi                                        | 187 km      |                       | hribovito-gorska etapa | David López (ESP)         |             |
|       | 6. september  | dan počitka                                         | dan počitka | dan počitka           | dan počitka            | dan počitka               | dan počitka |
| 10    | 7. september  | Tarragona – Vilanova i la Geltrú                    | 173,7 km    |                       | hribovito-gorska etapa | Imanol Erviti (ESP)       |             |
| 11    | 8. september  | Vilanova i la Geltrú – Vallnord Sector Pal (Andora) | 208 km      |                       | gorska etapa           | Igor Antón (ESP)          |             |
| 12    | 9. september  | Andorra la Vella (Andora) – Lleida                  | 175 km      |                       | ravninska etapa        | Mark Cavendish (GBR)      |             |
| 13    | 10. september | Rincón de Soto – Burgos                             | 193,7 km    |                       | ravninska etapa        | Mark Cavendish (GBR)      |             |
| 14    | 11. september | Burgos – Peña Cabarga                               | 178,8 km    |                       | gorska etapa           | Joaquim Rodríguez (ESP)   |             |
| 15    | 12. september | Solares – Lagos de Covadonga                        | 170 km      |                       | gorska etapa           | Carlos Barredo (ESP)      |             |
| 16    | 13. september | Gijón – Alto de Cotobello                           | 179,3 km    |                       | gorska etapa           | Mikel Nieve (ESP)         |             |
|       | 14. september | dan počitka                                         | dan počitka | dan počitka           | dan počitka            | dan počitka               | dan počitka |
| 17    | 15. september | Peñafiel                                            | 46 km       | Individual time trial | posamični kronometer   | Peter Velits (SVK)        |             |
| 18    | 16. september | Valladolid – Salamanca                              | 153 km      |                       | ravninska etapa        | Mark Cavendish (GBR)      |             |
| 19    | 17. september | Piedrahita – Toledo                                 | 200 km      |                       | ravninska etapa        | Philippe Gilbert (BEL)    |             |
| 20    | 18. september | San Martín de Valdeiglesias – Bola del Mundo        | 168,8 km    |                       | gorska etapa           | Ezequiel Mosquera (ESP)   |             |
| 21    | 19. september | San Sebastián de los Reyes – Madrid                 | 85 km       |                       | ravninska etapa        | Tyler Farrar (USA)        |             |
|       | Skupaj        | Skupaj                                              | 3333,8 km   | 3333,8 km             | 3333,8 km              | 3333,8 km                 | 3333,8 km   |

## Razvrstitev po klasifikacijah
| Etapa  | Zmagovalec          | Rdeča majica ·    | Zelena majica ·   | Pikčasta majica · | Kombinacija ·     | Ekipno            |
| ------ | ------------------- | ----------------- | ----------------- | ----------------- | ----------------- | ----------------- |
| 1      | Team HTC–Columbia   | Mark Cavendish    | Mark Cavendish    | brez              | Mark Cavendish    | Team HTC–Columbia |
| 2      | Jauheni Hutarovič   | Mark Cavendish    | Jauheni Hutarovič | Mickaël Delage    | Javier Ramírez    | Team HTC–Columbia |
| 3      | Philippe Gilbert    | Philippe Gilbert  | Philippe Gilbert  | Serafín Martínez  | Serafín Martínez  | Team HTC–Columbia |
| 4      | Igor Antón          | Philippe Gilbert  | Igor Antón        | Serafín Martínez  | Vincenzo Nibali   | Caisse d'Epargne  |
| 5      | Tyler Farrar        | Philippe Gilbert  | Igor Antón        | Serafín Martínez  | Vincenzo Nibali   | Caisse d'Epargne  |
| 6      | Thor Hushovd        | Philippe Gilbert  | Philippe Gilbert  | Serafín Martínez  | Philippe Gilbert  | Caisse d'Epargne  |
| 7      | Alessandro Petacchi | Philippe Gilbert  | Mark Cavendish    | Serafín Martínez  | Philippe Gilbert  | Caisse d'Epargne  |
| 8      | David Moncoutié     | Igor Antón        | Mark Cavendish    | Serafín Martínez  | Vincenzo Nibali   | Caisse d'Epargne  |
| 9      | David López         | Igor Antón        | Mark Cavendish    | David Moncoutié   | Vincenzo Nibali   | Caisse d'Epargne  |
| 10     | Imanol Erviti       | Joaquim Rodríguez | Mark Cavendish    | David Moncoutié   | David Moncoutié   | Caisse d'Epargne  |
| 11     | Igor Antón          | Igor Antón        | Igor Antón        | David Moncoutié   | Igor Antón        | Caisse d'Epargne  |
| 12     | Mark Cavendish      | Igor Antón        | Mark Cavendish    | David Moncoutié   | Igor Antón        | Caisse d'Epargne  |
| 13     | Mark Cavendish      | Igor Antón        | Mark Cavendish    | David Moncoutié   | Igor Antón        | Caisse d'Epargne  |
| 14     | Joaquim Rodríguez   | Vincenzo Nibali   | Mark Cavendish    | David Moncoutié   | Joaquim Rodríguez | Caisse d'Epargne  |
| 15     | Carlos Barredo      | Vincenzo Nibali   | Mark Cavendish    | David Moncoutié   | Joaquim Rodríguez | Team Katusha      |
| 16     | Mikel Nieve         | Joaquim Rodríguez | Mark Cavendish    | David Moncoutié   | Joaquim Rodríguez | Team Katusha      |
| 17     | Peter Velits        | Vincenzo Nibali   | Mark Cavendish    | David Moncoutié   | Joaquim Rodríguez | Team Katusha      |
| 18     | Mark Cavendish      | Vincenzo Nibali   | Mark Cavendish    | David Moncoutié   | Joaquim Rodríguez | Team Katusha      |
| 19     | Philippe Gilbert    | Vincenzo Nibali   | Mark Cavendish    | David Moncoutié   | Joaquim Rodríguez | Team Katusha      |
| 20     | Ezequiel Mosquera   | Vincenzo Nibali   | Mark Cavendish    | David Moncoutié   | Vincenzo Nibali   | Team Katusha      |
| 21     | Tyler Farrar        | Vincenzo Nibali   | Mark Cavendish    | David Moncoutié   | Vincenzo Nibali   | Team Katusha      |
| Skupaj | Skupaj              | Vincenzo Nibali   | Mark Cavendish    | David Moncoutié   | Vincenzo Nibali   | Team Katusha      |

## Končna razvrstitev
| Legenda | Legenda                                    | Legenda | Legenda                                           |
| ------- | ------------------------------------------ | ------- | ------------------------------------------------- |
|         | Predstavlja vodilnega v skupnem seštevku   |         | Predstavlja vodilnega po točkah                   |
|         | Predstavlja vodilnega v gorski razvrstitvi |         | Predstavlja vodilnega v kombinacijski razvrstitvi |

### Rdeča majica
| Poz. | Kolesar                 | Ekipa              | Čas         |
| ---- | ----------------------- | ------------------ | ----------- |
| 1    | Vincenzo Nibali (ITA)   | Liquigas-Doimo     | 87h 18' 33" |
| 2    | Ezequiel Mosquera (ESP) | Xacobeo–Galicia    | + 41"       |
| 3    | Peter Velits (SVK)      | Team HTC–Columbia  | + 3' 02"    |
| 4    | Joaquim Rodríguez (ESP) | Team Katusha       | + 4' 20"    |
| 5    | Fränk Schleck (LUX)     | Team Saxo Bank     | + 4' 43"    |
| 6    | Xavier Tondó (ESP)      | Cervélo TestTeam   | + 4' 52"    |
| 7    | Nicolas Roche (IRL)     | Ag2r-La Mondiale   | + 5' 03"    |
| 8    | Carlos Sastre (ESP)     | Cervélo TestTeam   | + 6' 06"    |
| 9    | Tom Danielson (USA)     | Garmin–Transitions | + 6' 16"    |
| 10   | Luis León Sánchez (ESP) | Caisse d'Epargne   | + 7' 42"    |

### Zelena majica
| Poz. | Kolesar                 | Ekipa              | Točke |
| ---- | ----------------------- | ------------------ | ----- |
| 1    | Mark Cavendish (GBR)    | Team HTC–Columbia  | 156   |
| 2    | Tyler Farrar (USA)      | Garmin–Transitions | 149   |
| 3    | Vincenzo Nibali (ITA)   | Liquigas-Doimo     | 119   |
| 4    | Joaquim Rodríguez (ESP) | Team Katusha       | 110   |
| 5    | Philippe Gilbert (BEL)  | Omega Pharma–Lotto | 104   |
| 6    | Ezequiel Mosquera (ESP) | Xacobeo–Galicia    | 97    |
| 7    | Peter Velits (SVK)      | Team HTC–Columbia  | 88    |
| 8    | David Moncoutié (FRA)   | Cofidis            | 72    |
| 9    | Nicolas Roche (IRL)     | Ag2r-La Mondiale   | 63    |
| 10   | Fränk Schleck (LUX)     | Team Saxo Bank     | 62    |

### Pikčasta majica
| Poz. | Kolesar                 | Ekipa                 | Točke |
| ---- | ----------------------- | --------------------- | ----- |
| 1    | David Moncoutié (FRA)   | Cofidis               | 51    |
| 2    | Serafín Martínez (ESP)  | Xacobeo–Galicia       | 43    |
| 3    | Ezequiel Mosquera (ESP) | Xacobeo–Galicia       | 36    |
| 4    | Joaquim Rodríguez (ESP) | Team Katusha          | 29    |
| 5    | Vincenzo Nibali (ITA)   | Liquigas-Doimo        | 26    |
| 6    | Luis León Sánchez (ESP) | Caisse d'Epargne      | 25    |
| 7    | Gonzalo Rabuñal (ESP)   | Xacobeo–Galicia       | 25    |
| 8    | Mikel Nieve (ESP)       | Euskaltel-Euskadi     | 21    |
| 9    | Johann Tschopp (CH)     | Bbox Bouygues Telecom | 18    |
| 10   | Fränk Schleck (LUX)     | Team Saxo Bank        | 17    |

### Bela majica
| Poz. | Kolesar                   | Ekipa             | Čas |
| ---- | ------------------------- | ----------------- | --- |
| 1    | Vincenzo Nibali (ITA)     | Liquigas-Doimo    | 9   |
| 2    | Ezequiel Mosquera (ESP)   | Xacobeo–Galicia   | 11  |
| 3    | Joaquim Rodríguez (ESP)   | Team Katusha      | 12  |
| 4    | David Moncoutié (FRA)     | Cofidis           | 23  |
| 5    | Fränk Schleck (LUX)       | Team Saxo Bank    | 25  |
| 6    | Xavier Tondó (ESP)        | Cervélo TestTeam  | 32  |
| 7    | Mikel Nieve (ESP)         | Euskaltel-Euskadi | 43  |
| 8    | Luis León Sánchez (ESP)   | Caisse d'Epargne  | 48  |
| 9    | Nicolas Roche (IRL)       | Ag2r-La Mondiale  | 49  |
| 10   | Christophe Le Mével (FRA) | FDJ               | 67  |

### Ekipna razvrstitev
| Poz. | Ekipa              | Čas          |
| ---- | ------------------ | ------------ |
| 1    | Team Katusha       | 255h 40' 44" |
| 2    | Caisse d'Epargne   | + 33"        |
| 3    | Xacobeo–Galicia    | + 12' 33"    |
| 4    | Cervélo TestTeam   | + 17' 50"    |
| 5    | Ag2r-La Mondiale   | + 35' 42"    |
| 6    | Liquigas-Doimo     | + 57' 05"    |
| 7    | Omega Pharma–Lotto | + 1h 08' 04" |
| 8    | Euskaltel-Euskadi  | + 1h 12' 06" |
| 9    | FDJ                | + 1h 13' 13" |
| 10   | Team Saxo Bank     | + 1h 17' 45" |